# Solange Fernex

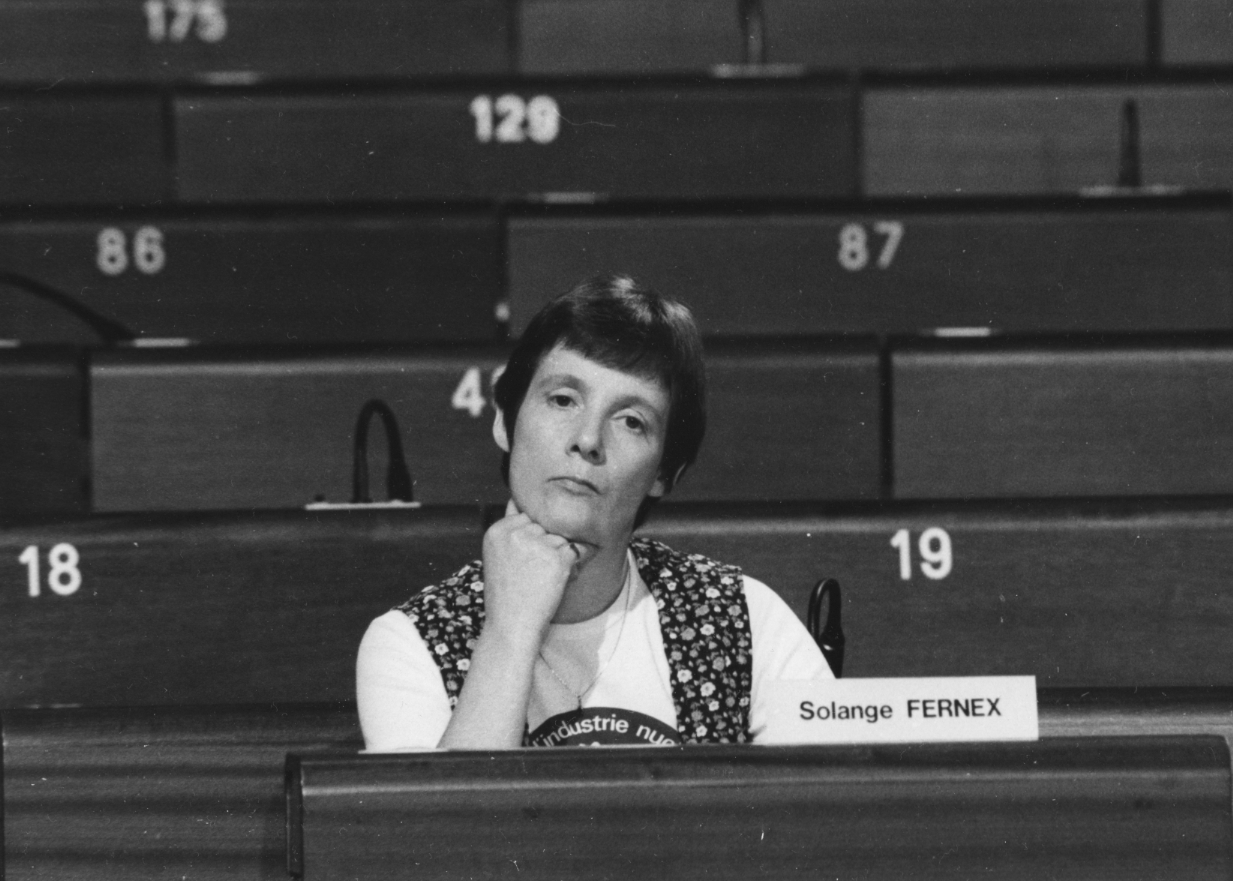
Solange Fernex, 1979

Solange Fernex (* 14. April 1934 als de Turckheim in Straßburg; † 11. September 2006 in Biederthal (Département Haut-Rhin), Frankreich) war eine französische Politikerin, Pazifistin und Umweltschützerin. Sie engagierte sich vor allem im Kampf gegen die Nutzung der Kernenergie.
Sie lebte in Biederthal im Sundgau, der südlichsten Landschaft des Elsass (Frankreich).
Bei den Wahlen 1973 zur französischen Nationalversammlung war sie in einem Wahlkreis in Mülhausen die Suppléante (Stellvertreterin) von Henri Jenn, dem ersten Franzosen, der bei Parlamentswahlen (im ersten Wahlgang) mit ökologischen Fragen um Wählerstimmen geworben hat. Bei der Europawahl 1979 war sie gemeinsam mit Philippe Dufetel aus Toulouse Listenerste der politischen Bewegung Écologie-Europe.
1983 beteiligte sie sich über 40 Tage an einem Hungerstreik für nukleare Abrüstung (Jeûne pour la Vie) in Paris. 1984 war sie Mitbegründerin der französischen Grünen. 1989 führte sie die Liste der Les Verts zur Wahl der Abgeordneten bei der Europawahl an. 2001 wurde sie mit einem Preis für ihren Einsatz für nukleare Abrüstung ausgezeichnet.
Darüber hinaus war sie unter anderem Vorsitzende des französischen Zweiges der internationalen Organisation Femmes pour la Paix et la Liberté (Frauen für den Frieden und die Freiheit).

## Bibliographie
- Elisabeth Schulthess, Ed. Yves Michel: Solange Fernex, l'insoumise. Ecologie, féminisme, non-violence, Collection Ecologie, 2004. ISBN 2-913492-27-4
- (Témoignages recueillis par) Solange Fernex: La vie pour la vie: jeûne pour la vie: août-septembre 83, Ed. Utovie, Collection Pour que la joie demeure, 1985.